# Scranciola habilis
Scranciola habilis är en fjärilsart som beskrevs av Sergius G. Kiriakoff 1965. Scranciola habilis ingår i släktet Scranciola och familjen tandspinnare. Inga underarter finns listade.